# فيليب أهل
فيليب أهل (بالسويدية: Filip Ahl) هو لاعب هوكي الجليد سويدي، ولد في 12 يونيو 1997 في يونشوبينغ في السويد.

## وصلات خارجية
- فيليب أهل على موقع دوري الهوكي الوطني (الإنجليزية)
- فيليب أهل على موقع EliteProspects.com (الإنجليزية)
- فيليب أهل على موقع HockeyDB.com (الإنجليزية)